# 데이비스컵

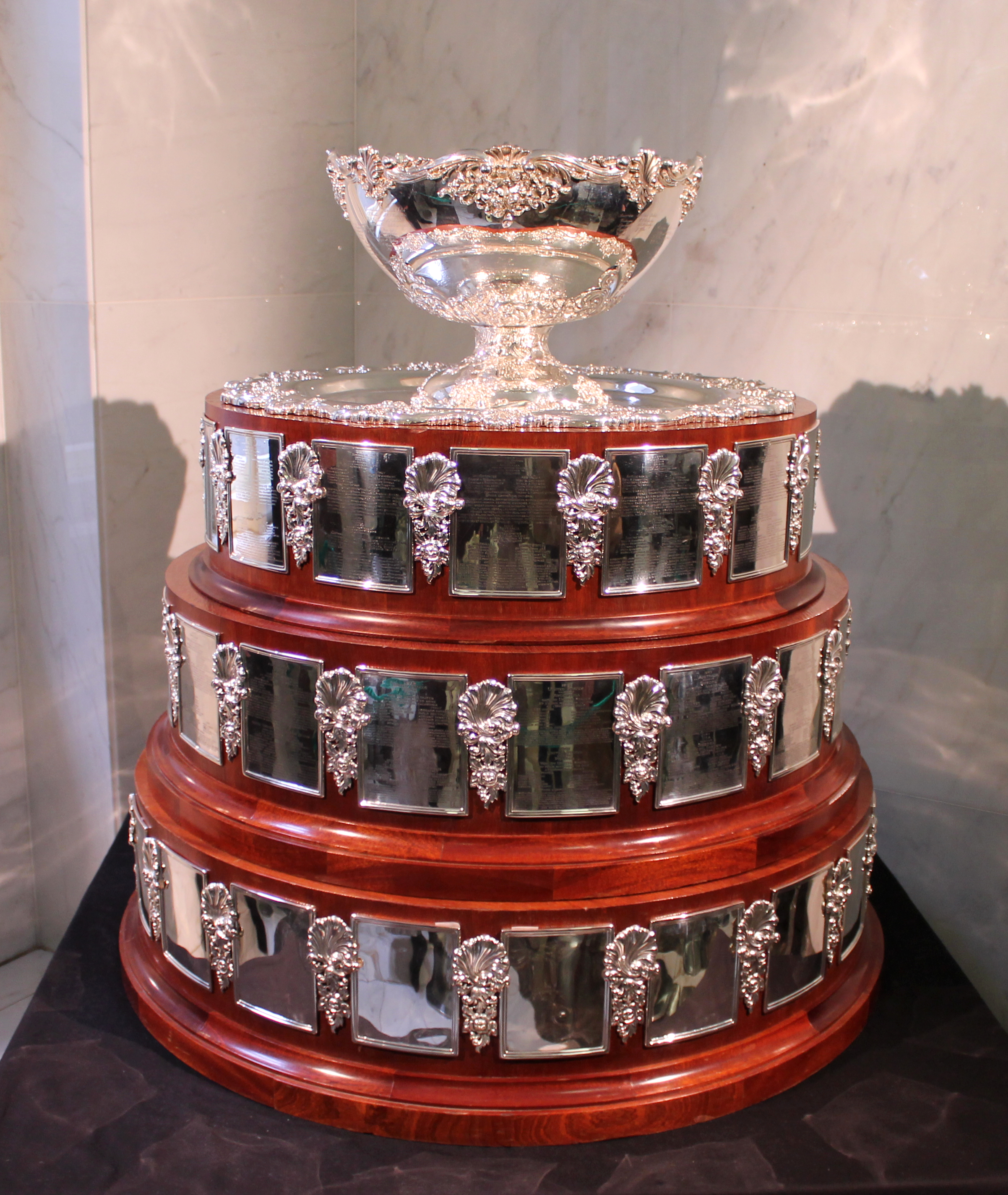

데이비스컵(Davis Cup)은 '테니스 월드컵'이라고도 불리는 세계 최고 권위의 남자 테니스 국가 대항 토너먼트로, 1900년에 미국과 영국의 대결로 처음 시작되었다. 데이비스는 우승배를 기증한 드와이트 필리 데이비스의 이름에서 따온 것이다.
데이비스컵 대회는 3일에 걸쳐 2단식, 1복식, 2단식 순서로 진행되며 모든 경기는 5세트 노-타이 브레이크(no-tie break)로 운영된다. 지역별 예선을 거쳐 올라온 16개국이 본선 토너먼트를 진행하여 최종 우승국가를 가리게 된다. 토너먼트 단계에서는 개최지가 따로 없으며, 경기를 치르는 두 나라 중 어느 한 나라에서 경기가 열린다. 홈팀은 두 팀의 데이비스컵 역대 전적이 없을 때는 추첨으로 정하며, 있을 때에는 직전 경기의 원정 팀으로 정한다.
데이비스컵 대회는 매년 열리며 우승배인 데이비스컵은 그해의 우승국가가 1년간 보관한다. 데이비스컵 보유국을 '챔피언 네이션(Champion nation)'이라 한다.

## 같이 보기
- 페더레이션 컵